# Азаров, Алексей Николаевич
Алексей Николаевич Азаров (род. 13 июля 1971, Калуга) — украинский политик и украино-австрийский предприниматель российского происхождения, сын Николая Азарова. Первый заместитель председателя Комитета Верховной Рады Украины по вопросам финансов и банковской деятельности, народный депутат Украины, член депутатской фракции Партии регионов в Верховной Раде Украины седьмого созыва.

## Биография
Родился 13 июля 1971 года в городе Калуге в семье Николая Яновича Азарова и его супруги Людмилы Николаевны. Женат, воспитывает троих детей.

### Образование
1993 — окончил Московский государственный университет имени М. В. Ломоносова, по специальности — «горный инженер».
2000 — окончил Украинскую академию внешней торговли и получил диплом юриста международного права.
В 2001 году успешно защитил научную диссертацию на тему «Особенности вступления Украины в ВТО».

### Карьера
- 1993–1995 гг. — работал главным инженером, а затем заместителем директора Координационного Совета руководителей предприятий и организаций г. Донецка.
- 1996–1997 гг. — возглавлял Донецкое управление Госкомиссии по ценным бумагам.
- 1998–2001 гг. — работал в посольствах Украины в Финляндии и Швейцарии, представительстве Украины при ООН.
- 2000–2002 — сотрудник Украинского торгового представительства в Швейцарии.
- 2002–2003 гг. — советник премьер-министра Украины Виктора Федоровича Януковича («на общественных началах»).
- 2007–2012 гг. — занимал должность директора-представителя Международного фонда содействия инвестициям — Sustainable Ukraine gemeinnützige Forschung GmbH (Вена).

На парламентских выборах 2012 г. выдвинут кандидатом в депутаты Верховной Рады Украины от Партии регионов по одномандатному мажоритарному избирательному округу № 47. По результатам голосования одержал победу, набрав 76,10 % голосов избирателей.

### Международные связи
В Верховной Раде Украины седьмого созыва Алексей Азаров возглавляет группу по межпарламентским связям с Австрией, является заместителем руководителя группы по межпарламентским связям с Королевством Испания и является членом групп ВРУ по межпарламентским связям с такими странами как Япония, Литовская Республика, Швейцарская Конфедерация, Федеративная Республика Германия, Республика Болгария, Итальянская Республика, Королевство Саудовская Аравия, Французская Республика, США, Финляндская Республика, Объединенные Арабские Эмираты и Республика Ирак. В рамках межпарламентской деятельности Алексей Азаров регулярно встречается с дипломатическими представителями разным стран и международных организаций.

### Хобби
Увлечения: спорт, охота. Владеет английским языком.

### Собственность
С именем Алексея Азарова связывают украинскую авиакомпанию Air Onix.
- Учредитель, владелец 100 % капитала (€35 000) и официально к 2012 управляющий австрийской компании «Sustainable Ukraine gemeinnützige Forschung GmbH».
- Владелец оффшорного холдинга «P&A Corporate Cervice Trust» (Вадуц).
- Владелец оффшорного холдинга «L. A. D. A. Holding Anstalt» (Вадуц).
- Является обладателем счета в банке UniCredit (Вена).

## Недвижимость
Дом с участком в элитном районе Вены Пётцляйнсдорф, автомобиль Chrysler 300.
Имеет разрешение на постоянное проживание в Австрии, прописан в Киеве.

### Семья
- Жена — Лилия Эдуардовна Азарова (Фатхулина, 1976), австрийская предприниматель и издатель (в декларации О. Азарова от 30.07.2012 представлена как «домохозяйка»). Управляющая и владелец 50 % капитала (€50 000) издательского холдинга «Publishind Deuxe Holding GmbH»; владелец журнала «Vienna Deluxe Magazine»; владелец художественной галереи в элитном квартале Вены Parkring.
  - Дети: Дарий (2002), Алена (2007), Николай (2010).

## Блокировка счетов в ЕС
Страны, в которых Алексей Азаров попал под санкции
5 марта Совет Европейского Союза принял блокировки средств отстраненного Верховной Радой с должности Президента Украины Виктора Януковича, его сыновей Александра и Виктора, экс-премьера Николая Азарова и его сына Алексея, братьев Андрея и Сергея Клюевых, экс-генпрокурора Виктора Пшонки и его сына Артёма, бизнесмена Сергея Курченко — всего 17 человек из числа бывших чиновников и приближенных к экс-президента Януковича, которые подозреваются в незаконном использовании бюджетных средств.
С апреля 2014 года Алексей Азаров вместе с отцом, Николаем Азаровым, пытаются с помощью европейских адвокатов обжаловать применение к ним санкций с целью размораживания заблокированных ЕС счетов и снятия визовых ограничений.
В начале сентября 2014 министерством внутренних дел Австрии по подозрению в отмывании средств на основании решения Совета ЕС о санкциях против клана Януковича были заморожены активы компании LPG Trading GmbH, которая занималась торговлей сжиженным газом, которые принадлежат совместно Сергею Курченко и Алексею Азарову. Следствие в отношении этой компании велось ещё с марта 2014.